# Chaetobranchopsis orbicularis
Chaetobranchopsis orbicularis är en fiskart som först beskrevs av Steindachner, 1875.  Chaetobranchopsis orbicularis ingår i släktet Chaetobranchopsis och familjen Cichlidae. Inga underarter finns listade i Catalogue of Life.